# Naval Vessel Register
Das Naval Vessel Register (NVR; deutsch Marineschiffregister) wird von der Verwaltung der US Navy geführt. Es enthält sämtliche Daten der im Dienst stehenden Flotte und einiger außer Dienst gestellter, aber noch nicht verschrotteter Schiffe.

## Geschichte
Das NVR wurde in den achtziger Jahren des 19. Jahrhunderts als Zusammenfassung mehrerer anderer Veröffentlichungen eingeführt. 1911 wurde der Ships Data US Naval Vessels-Report von Bureau of Construction and Repair veröffentlicht. Als das Bureau of Ships diese Aufgabe übernahm, wurde der Report in Ships Data Book (Schiffsdatenbuch) umbenannt. Parallel dazu veröffentlichte das Bureau of Ordnance 1942 erstmals das Vessel Register (später in Naval Vessel Register umbenannt), 1959 mit dem Ships Data Book vereint und vom Bureau of Ships weitergeführt. Ab 1962 wurde dann das NAVSHIPSO (NAVSEA Shipbuilding Support Office) mit der Instandhaltung des Registers betraut.

## Registrierung
Schiffe werden im NVR registriert, sobald der Präsident seine Zustimmung zum Bau einer neuen Schiffseinheit gegeben hat und die Klassifizierung sowie die Registrierungsnummer vergeben worden sind. Ein Schiff wird im NVR geführt, solange es Eigentum der US Navy ist. Bei seiner Außerdienststellung werden das Datum und die Art des Verbleibs des Schiffes aufgezeichnet.
Das Register wird wöchentlich aktualisiert.